# ستيفن بلاك
ستيفن بلاك (بالإنجليزية: Stephen Black)‏ مواليد 5 أبريل 1980، هو لاعب كرة سلة أسترالي سابق بدأ مسيرته الاحترافية في سنة 1999.

## روابط خارجية
- ستيفن بلاك على موقع الاتحاد الدولي لكرة السلة (الإنجليزية)
- ستيفن بلاك على موقع كرة السلة الأوروبية.كوم (الإنجليزية)
- ستيفن بلاك على موقع ريلجم (الإنجليزية)
- ستيفن بلاك على موقع بروبوليرز (الإنجليزية)
- ستيفن بلاك على موقع سبورتس رفرنس (الإنجليزية)